# Lyophyllum connatum
Lyophyllum connatum es un hongo basidiomiceto de la familia Lyophyllaceae. Su seta, o cuerpo fructífero, es comestible, y aflora desde mediado de verano hasta principios de otoño, generalmente en suelos calcáreos y con suficiente humedad, tanto en bosques de coníferas como de frondosas, así como en parques. Crece en grupos, aunque también se le encuentra de forma individual.  Su basónimo es Agaricus connatus Schumach. 1803. Su epíteto específico, connatum, significa ‘agrupado’.

## Descripción
Su seta presenta un sombrero de entre 5 y 7 centímetros de diámetro, aunque puede alcanzar dimensiones mayores. Es de color blanco o con tonalidades plomizas, y con manchas grises cuando se seca. En ejemplares jóvenes tiene forma acampanada. Más tarde se extiende, tomando forma convexa, extendiéndose en la madurez. El borde está incurvado y conforme la seta envejece se va desplegando, quedando ondulado. Las láminas se distribuyen de forma tupida. Son algo decurrentes, y blancas en ejemplares jóvenes, tomando un color amarillento a la vejez. El pie es de color blanco, también amarillea conforme madura, y mide entre 4 y 10 centímetros de longitud y entre 1 y 2 cm de diámetro. Cuando la seta es joven, el pie es macizo, pero se ahueca e hincha conforme envejece.